# Grand Funk Lives
Grand Funk Lives — це 12-ий студійний альбом рок-гурту Grand Funk Railroad. Це альбом був створений в 1981 і записаний на Full Moon Records. Це був їхній перший альбом після розформування в 1976 році. Хоча він був відомий як альбом «воз'єднання», без басиста Мела Шехера і клавішника Крега Фроста. Альбом був першим за участю басиста Денніса Беллінгера (Dennis Bellinger) та першим і єдиним із клавішником Ленсом Дунканом Онг (Lance Duncan Ong).
Пісня «Queen Bee» була представлена в саундтреку до анімаційного фільму 1981 року «Heavy Meta».

## Track listing
Всі пісні написані і скомпоновані Марком Фармером, окрім зазначених.
| Перша сторона | Перша сторона               | Перша сторона |
| #             | Назва                       | Тривалість    |
| ------------- | --------------------------- | ------------- |
| 1.            | «Good Times»                | 2:05          |
| 2.            | «Queen Bee»                 | 3:13          |
| 3.            | «Testify»                   | 2:58          |
| 4.            | «Can't Be with You Tonight» | 3:29          |
| 5.            | «No Reason Why»             | 4:47          |

| Друга сторона | Друга сторона                                 | Друга сторона |
| #             | Назва                                         | Тривалість    |
| ------------- | --------------------------------------------- | ------------- |
| 6.            | «We Gotta Get out of This Place (Mann, Weil)» | 3:55          |
| 7.            | «Y.O.U.»                                      | 2:53          |
| 8.            | «Stuck in the Middle»                         | 3:09          |
| 9.            | «Greed of Man»                                | 5:00          |
| 10.           | «Wait for Me»                                 | 4:52          |

## Склад
- Марк Фарнер — гітара, піаніно, вокал
- Ланс Дункан Онг — електроорган, синтезатор
- Деніс Беллінгер — бас, вокал
- Дон Брюер — ударні, вокал

## Чарти
Альбом
| Рік  | Чарт          | Позиція |
| ---- | ------------- | ------- |
| 1981 | Billboard 200 | 149     |

Пісні
| Рік  | Пісня                 | Чарт      | Позиція |
| ---- | --------------------- | --------- | ------- |
| 1981 | «Stuck in the Middle» | Billboard | 108     |